# Diacamma longitudinale
Diacamma longitudinale é uma espécie de formiga do gênero Diacamma, pertencente à subfamília Ponerinae.